# Isotta Fraschini Tipo 8

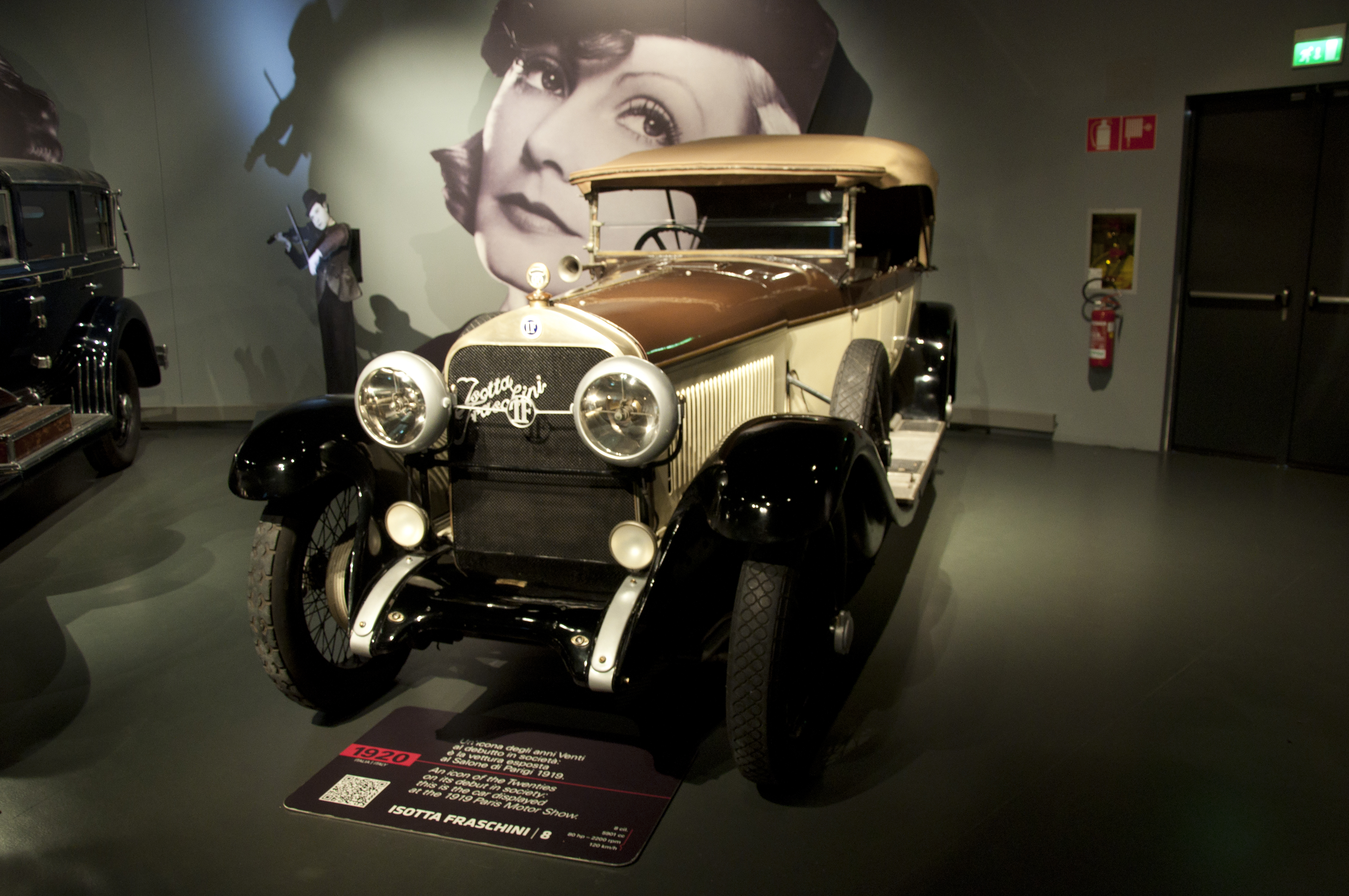
Isotta Fraschini Tipo 8 von 1920 als Tourenwagen

Der Isotta Fraschini Tipo 8 ist ein Pkw-Modell der italienischen Marke Isotta Fraschini.

## Beschreibung
Vor dem Ersten Weltkrieg hatte Isotta Fraschini ein großes Sortiment an Vierzylindermodellen. Das Fahrzeug mit dem stärksten Motor war der Sportwagen Tipo KM. Danach ging die Marke zu einer Ein-Modell-Strategie über. Der Tipo 8 wurde 1919 präsentiert. Es ist ein Fahrzeug der Oberklasse.
Besonderheit ist ein Achtzylinder-Reihenmotor mit OHV-Ventilsteuerung. Es gab zwar vorher schon Fahrzeuge anderer Marken mit solchen Motoren, aber nicht in serienmäßiger Produktion. 85 mm Bohrung und 130 mm Hub ergeben 5901 cm³ Hubraum. Die Motorleistung war zunächst mit 85 PS und später mit 95 PS angegeben. Im höchsten Gang waren Geschwindigkeiten von 5 km/h ebenso möglich wie 125 km/h. Frontmotor, Kardanwelle und Hinterradantrieb waren damals Standard.
Das Fahrgestell hat 370 cm Radstand und 141 cm Spurweite. Es wiegt etwa 1450 kg. Die Aufbauten entstanden nach Kundenwünschen bei Karosseriebauunternehmen. Bekannt sind Limousine und Tourenwagen. Die Lenkung wird als schwergängig kritisiert.
Ein großer Konkurrent war der Hispano-Suiza H 6, der laut Berichten in vielen Bereichen geringfügig besser war.
Im Oktober 1924 erschien der Nachfolger Tipo 8 A. Von beiden Modellen zusammen entstanden etwa 1350 oder etwa 1380 Fahrzeuge bis 1932. Eine andere Quelle nennt 600 Fahrzeuge dieses Typs.